# Pradenca de la pampa
El pradenca de la pampa (Leistes defilippii) és un ocell de la família dels ictèrids (Icteridae).

## Hàbitat i distribució
Habita praderies i terres de conreu de les terres baixe de l'est de l'Argentina central.